# Utsunomiya Blitzen/Saison 2010
Dieser Artikel listet Erfolge und Mannschaft des Radsportteams Utsunomiya Blitzen in der Saison 2010 auf.

## Erfolge in der Continental Tour
| Datum   | Rennen                   | Kat. | Fahrer           |
| ------- | ------------------------ | ---- | ---------------- |
| 28. Mai | 1. Etappe Tour de Kumano | 2.2  | Yoshimitsu Tsuji |

## Zugänge – Abgänge
| Zugänge           | Team 2009       | Abgänge           | Team 2010          |
| ----------------- | --------------- | ----------------- | ------------------ |
| Makoto Nakamura   | Matrix Powertag | Yoshiyuki Shimizu | Bridgestone Anchor |
| Yoshimitsu Tsuji  | Matrix Powertag | Daijiro Harigai   | Unbekannt          |
| Ukyō Katayama     | Neoprofi        | Takashi Nakayama  | Unbekannt          |
| Atsuhito Wakasugi | Neoprofi        | Satoshi Nakazato  | Unbekannt          |

## Mannschaft
| Name              | Geburtstag       | Nationalität |
| ----------------- | ---------------- | ------------ |
| Yoshimasa Hirose  | 21. Oktober 1977 | Japan        |
| Akira Kakinuma    | 24. April 1972   | Japan        |
| Ukyō Katayama     | 29. Mai 1963     | Japan        |
| Hikaru Kosaka     | 21. Oktober 1988 | Japan        |
| Takayuki Naganuma | 16. April 1985   | Japan        |
| Makoto Nakamura   | 12. Januar 1983  | Japan        |
| Shōta Saitō       | 13. Mai 1986     | Japan        |
| Yoshimitsu Tsuji  | 11. August 1984  | Japan        |
| Atsuhito Wakasugi | 14. Oktober 1989 | Japan        |